# Eduardo MacGregor
Eduardo MacGregor Correa-Nieto (Madrid, 10 marzo 1930 – Città del Messico, 16 dicembre 2018) è stato un attore spagnolo con cittadinanza messicana, padre del regista e produttore Emilio MacGregor.

## Filmografia
- Intolleranza: Simon del deserto - regia di Luis Buñuel (1964)
- Su Excelencia - regia di Miguel M. Delgado (1967)
- La mentira - regia di Emilio Gómez Muriel (1970)
- El mundo de los muertos - regia di Gilberto Martínez Solares (1970)
- El profe - regia di Miguel M. Delgado (1971)
- Cuna de valientes - regia di Gilberto Martínez Solares (1971)
- La inocente - regia di Rogelio A. González (1972)
- Camada negra - regia di Manuel Gutiérrez Aragón (1978)
- El sacerdote - regia di Eloy de la Iglesia (1978)
- Jalea real - regia di Carles Mira Franco (1981)
- Maravillas - regia di Manuel Gutiérrez Aragón (1982)
- I diavoli in giardino - regia di Manuel Gutiérrez Aragón (1982)
- Fanny Pelopaja - regia di Vicente Aranda (1984)
- Dragon Rapide - regia di Jaime Camino (1986)
- Werther - regia di Pilar Miró (1986)
- Mala yerba - regia di José Luis Pérez Tristán (1991)
- El Jeremías - regia di Anwar Safa (2015)

### Televisione
- María Isabel - serie TV (1966)
- La tormenta - serie TV (1967)
- Anillos de oro - serie TV (1983)
- El rescate del talismano - serie TV (1991-1993)
- Lleno, por favor - serie TV (1993)
- Mareas vivas - serie TV (2000)
- Periodistas - serie TV (2002-2004)
- ¡Ala... Dina! - serie TV (2002-2004)
- ¿Se puede? - serie TV (2004)
- El internado - serie TV (2007)
- Sofía - Film TV (2011)
- El color de la pasión- serie TV (2014)